# Патос (Албанија)
Патос (алб. Patosi) је град у округу Фјер на југозападу Албаније. Према подацима из 2016. броји 15.397 становника. Средиште је нафтне индустрије у Албанији, а удаљен је 7 километара југоисточно од Фјера.